# 국경선 신성의 원칙
국경선신성의 원칙(Uti possidetis juris)은 현상 유보의 원칙(Uti possidetis)에서 파생된 국제법 이론이다. 한 신생주권국가는 그 국가가 이전에 이루었던 행정구역과 동일한 경계를 기진다는 원칙이다. 신생국가의 주권이 실제 미치지 못하는 변경지대가 무주지가 되는 일을 막는다. 이 원칙에 따라 소련이 해체될 때 공화국 경계대로 신생 주권국가가 출범하였다.